# Аминта III
Аминта III (др.-греч. Αμύντας Γ΄) — македонский царь, правивший в 393/392—370/369 годах до н. э.
По образному выражению Ю. Борзы, «история правления Аминты — это история выживания». Период династической борьбы за македонский престол после смерти Архелая в 399 году до н. э., когда за несколько лет сменилось четыре царя, резко ослабил Македонию. Приход к власти Аминты совпал со вторжением в Македонию иллирийцев под руководством царя Бардила. Кроме одного или двух завоеваний страны иллирийцами, экспансия Халкидского союза поставила под угрозу само существование Македонии.
Аминта сохранил государство благодаря умелому дипломатическому лавированию между Фессалией, Халкидским союзом, Спартой, Афинами и Одрисским царством. Под конец правления Аминте удалось восстановить независимость Македонии в прежних границах.
Среди потомков Аминты III наиболее известны один из его сыновей Филипп II и внук Александр Македонский.

## Биография
Период истории Древней Македонии, который приходится на царствование Аминты III, является весьма туманным, и любая его реконструкция — сомнительна. Она основана на случайных фрагментах сочинений Ксенофонта, Исократа, Диодора Сицилийского, Юстина, Плутарха, некоторых афинских ораторов, а также позднеантичных хронографов.

### Происхождение. Приход к власти
Существует несколько версий происхождения Аминты III. Римский историк II—III веков Юстин назвал Аминту III сыном Менелая и племянником царя Александра I. Другой древнеримский писатель Клавдий Элиан также считал Аминту III сыном Менелая. Он, кроме генеалогической информации, привёл несколько анекдотов о том, что Менелай был незаконнорожденным, а сам Аминта — прислужником и рабом царя Аэропа II. По всей видимости, древнеримские историки перепутали Аминту III с его тёзкой Аминтой II. Согласно немецкому историку К. Ю. Белоху, он был сыном брата Пердикки II Арридея и соответственно внуком Александра I. Современные историки называют отцом Аминты Арридея, дедом — Аминту, прадедом — Александра I. Все источники не подвергают сомнению факт происхождения Аминты III из царской династии Аргеадов, которая возводила свою генеалогию к Гераклу.
В историографии существует предположение об идентичности Аминты II и Аминты III. Однако оно противоречит свидетельству Аристотеля о том, что Аминта II «Малый» был убит элимейским правителем Дердой. Также, версии об идентичности Аминт противоречат данные нумизматики — монеты обоих царей имеют существенные различия.
Воцарению Аминты предшествовал период смут и частых смен правителей Македонии, который начался с убийством царя Архелая в 399 году до н. э. Существует версия, зафиксированная лишь у Платона, что после смерти Архелая власть в Македонии захватил Кратей, которого убили через три или четыре дня. После гибели Архелая престол занял его малолетний сын Орест. Регентом при малолетнем царе назначили Аэропа. В 394 или 393 годах до н. э. Аэроп умер своей смертью от болезни.
После смерти Аэропа в Македонии началась династическая борьба за престол. За один год власть в стране менялась несколько раз. Непосредственно после смерти Аэропа царём стал Аминта II, которого убил Дерда. После этого к власти пришёл сын Аэропа Павсаний, которого в свою очередь сверг Аминта III. По другой версии, Аэропу наследовал Павсаний, которого затем убил Аминта.
В историографии существуют различные датировки царствования Аминты III. Наиболее распространёнными являются 393/392 — 370/369 годы до н. э. Однако, Т. В. Блаватская писала о 389—359 годах до н. э., В. В. Струве и Д. П. Каллистов — с 390 по 369 год до н. э. с перерывами, А. И. Доватур — 389—383 и 381—369 годы до н. э., С. Мюллер — с 394/393 по 369 год до н. э.

### Начало царствования
В самом начале царствования Аминты III в Македонию вторглось войско иллирийцев под предводительством Бардила. Согласно Диодору, иллирийцы захватили Македонию, свергли Аминту III и поставили на престол своего марионеточного правителя Аргея. По одной из версий, поддержка притязаний на власть Аргея стала официальным поводом для начала вторжения войск Бардила. Аминта, который нуждался в помощи соседей, заключил с Халкидским союзом во главе с Олинфом союз на 50 лет, передал им в управление часть восточных земель Македонии, а именно Мигдонию и/или Анфемунт, а также предоставил важные торговые привилегии.
Существует несколько версий относительно «царствования» Аргея и повторного прихода к власти Аминты. Через два года Аминта с помощью дружественно настроенных фессалийцев либо спартанцев вернул себе власть над Македонией. В источниках отсутствуют сведения о каких-либо военных действиях при очередной смене власти. Возможно, Аргея покинули подкупленные иллирийцы. После возвращения македонского престола Аминта III попросил у Олинфа вернуть ранее переданные Халкидскому союзу земли, на что получил отказ. В историографии существует несколько версий относительно обстоятельств временного свержения Аминты III и дат правления Аргея II. Иллирийцы захватывали Македонию в 393/392 году до н. э. Соответственно время правления Аргея определяют 393/392—392/391 годами до н. э. Существует и другая версия о том, что он был посажен на престол не иллирийцами, а олинфянами в 385 году до н. э., которые в это время оккупировали большую часть Македонии. Возможно, было несколько завоеваний Македонии иллирийцами, во время одного из которых и пришёл к власти Аргей. Так, К. Ю. Белох и А. С. Шофман считали, что Аргея возвели на престол иллирийцы около 385 года до н. э. Д. Марч доказывал, что Аргей стал царём благодаря иллирийцам в 388/387 году до н. э. Этим версиям противоречит свидетельство афинского оратора Исократа. В одной из речей он утверждал, что «потерпев поражение в битве с живущими по соседству варварами, лишившись всей Македонии, он [Аминта] сперва задумал покинуть страну, чтобы спасти жизнь, но … изменил своё решение, захватив клочок земли и оттуда призвав помощь, он за три месяца овладел всей Македонией». Возможно, в данном фрагменте речь шла не о вторжении иллирийцев 393/392 года до н. э., а о какой-то из последующих кампаний.

### Правление
Правление Аминты III проходило в крайне сложных условиях. На востоке находился Халкидский союз, на западе — иллирийцы, на севере — фракийские племена, объединённые в Одрисское царство, на юге — Фессалия. Из всех соседей, лишь с Фессалией у Македонии были дружеские взаимоотношения. Фракийцы и фессалийцы рассматривали царство Аминты III в качестве буфера против воинственных племён иллирийцев.
В источниках существует две версии о начале войны между Халкидским союзом и Македонией во второй половине 380-х годов до н. э. Согласно Ксенофонту, Халкидский союз занял практически всю Македонию, включая одну из двух столиц Пеллу. Владения Аминты сузились до района Пиерии вокруг Эг. В этой критической ситуации Аминта обратился за помощью к Спарте, для которой было невыгодным появление на севере Греции мощной державы во главе с Олинфом, так как в числе её союзников были враги Спарты Афины и Фивы. Также Спарта могла лишиться сухопутного пути в Малую Азию. Существование Македонии, которая на тот момент никому не угрожала, для Спарты было выгодным. Во-первых, оно было гарантией спокойного прохода их войск на север, а во-вторых — было буфером между греческими государствами и варварскими племенами на севере и западе. Согласно Диодору Сицилийскому, инициатором войны был Аминта III. После того как Олинф отказался вернуть занятые восточные македонские земли, Аминта III собрал своё войско, заключил союз со Спартой и напал на олинфян. Среди союзников Аминты III мог быть и царь Одрисского царства Котис I, отрядом войск которого во время войны тесть фракийского царя военачальник Ификрат. Действия Ификрата были настолько успешными, что он был даже усыновлён македонским царём. Возможно, решение Аминты III усыновить Ификрата было связано с желанием македонского царя породниться с одрисским царским домом, став «отцом» зятя Котиса. Вторая версия предполагает усиление Македонии к концу 380-х годов до н. э., что позволило Аминте III бросить вызов достаточно сильному на тот момент Халкидскому союзу.
Спартанцы начали войну с Халкидским союзом в 382 году до н. э. Союзный авангард во главе со спартанским военачальником Эвдамидом прибыл на Халкидики весной 382 года до н. э. и захватил Потидею, которая стала главной базой армии антихалкидской коалиции. Основной контингент спартанцев во главе брата царя Агесилая II Телевтия отправился в Македонию сухопутным путём через Фивы и осадил Олинф. После гибели Телевтия во время осады спартанцев возглавил царь Агесиполид I. Ему удалось захватить лишь один город Торону, после чего царь заболел и в 380 году до н. э. умер. Его преемник гармост Полибиад начал затяжную осаду Олинфа. В 379 году до н. э. город капитулировал, Халкидский союз был распущен, а Аминта III получил все свои владения, включая те, которые он передал Олинфу в самом начале царствования в 393 году до н. э.
Несмотря на помощь спартанцев в сохранении Македонии, Аминта вскоре начал налаживать дружеские отношения с их врагами Афинами. Этому способствовала взаимная выгода — Афинам был необходим флот, в то время как Македония была наиболее близким поставщиком корабельного леса. В 375 или 373 годах до н. э. между двумя государствами был заключён союз. Также, к этому времени, по одной из версий, относится договор между Македонией и восстановленным Халкидским союзом о взаимопомощи и экономическом сотрудничестве на 50 лет.
Под конец своего правления Аминта III чувствовал себя увереннее и даже стал вмешиваться в дела соседей. Он заключил союз с Ясоном Ферским, который в 370 году до н. э. сверг давних друзей македонских царей в Фессалии Алевадов. Аминта III выступал посредником в урегулировании пограничного спора между элимиотами и перребами. В 371 году до н. э. македонский посланник участвовал в конгрессе, созванном спартанцами и афинянами для заключения всеобщего мира. Македония поддержала афинские претензии на обладание Амфиполем.
Согласно Юстину, «Аминта скончался в глубокой старости, передав свое царство старшему из своих сыновей — Александру». Согласно современным историкам событие произошло в 370 или 369 годах до н. э. Историк Н. Хаммонд считал, что царя похоронили в обнаруженной археологами гробнице в Большом кургане Эг. Другой историк Ю. Борза доказывал, что росписи в гробнице относятся к 330—320 годам до н. э., то есть появились значительно позднее смерти Аминты III.
Лекарем у Аминты III служил Никомах. Его сын, в будущем знаменитый философ Аристотель, также в раннем детстве находился при дворе македонского царя. Н. Хаммонд подчёркивал, что впервые македонское Народное собрание в качестве одного из органов власти упомянуто в контексте событий царствования Аминты III. Отличие македонского народного собрания от, к примеру, афинского состояло в том, что право голоса в нём имели лишь вооружённые граждане. С. Я. Лурье считал, что македонское вооружённое народное собрание существовало ещё при Александре I Филэллине.

## Семья
Женой Аминты была Эвридика. Согласно Страбону, она была дочерью правителя Линкестиды Сирра и по матери внучкой Аррабея. Археологические раскопки, а именно обнаруженный в Эгах постамент статуи с посвятительной надписью Εὐρυδίκα Σίρρα, подтверждают данные Страбона. Другие позднеантичные источники, в том числе Плутарх и Суда, называют её иллирийкой. Возможно, царь Линкестиды Сирр имел иллирийское происхождение. В любом случае, свадьба с представительницей знатного иллирийско-линкестийского рода позволила Аминте III укрепить власть на западной границе и соответствовала общей практике царей из династии Аргеадов заключать браки с чужеземками исходя из политической конъюнктуры.
Свадьба, по всей видимости, состоялась около 390 года до н. э. (по мнению Й. Уортингтона в 392 году до н. э.), так как старший сын Аминты Александр родился не позднее 388 года до н. э. Кроме Александра у Аминты от Эвридики родились будущие цари Пердикка III и Филипп II Македонский, а также дочь Эвриноя. Согласно Диодору Сицилийскому, во время вторжения иллирийцев Филипп был отдан им в качестве заложника, а затем передан на попечение в Фивы.
Римский историк II—III века Марк Юниан Юстин сообщает о второй жене Аминты Гигее, от которой родилось трое сыновей — Архелай, Арридей и Менелай. Все они впоследствии были устранены Филиппом II. По всей видимости Гигея принадлежала к династии Аргеадов, к которой относился и сам Аминта. Одни учёные предполагают, что она была дочерью царя Архелая, другие — Менелая и сестрой Аминты II, третьи — лишь поддерживают версию о её происхождении из царской династии.
Существует несколько версий о том, какая из жён — Эвридика или Гигея — была первой. В Македонии существовала полигамия, поэтому нет оснований утверждать, что Аминта развелся с первой женой перед второй свадьбой. Выводы о взаимоотношениях в семье Аминты во многом основаны на том факте, что все три сына Эвридики, в отличие от детей Гигеи, стали царями. Существует как минимум три версии. По одной, сыновья Гигеи родились ещё до того, как Аминта стал царём; по другой — они были младше сыновей Эвридики; по третьей — в какой-то момент Эвридика стала доминирующей женой и использовала своё влияние для продвижения притязаний собственных детей на трон.
У Юстина зафиксирована версия об участии Эвридики в заговоре по свержению Аминты: «Он [Аминта] так же мог погибнуть от коварных козней своей жены Эвридики, которая договорилась со своим зятем о том, что выйдет за него замуж, убив мужа, а царство передаст ему, своему любовнику; однако дочь донесла и о прелюбодеянии своей матери и о преступном замысле». Историки по разному трактуют данный фрагмент. Возможно, речь идёт о наговоре со стороны сыновей Гигеи. Прелюбодеяние матери Филиппа II ставило под сомнение его права на трон. По другой версии, Эвридика действительно участвовала в какой-то из неудавшихся попыток свергнуть Аминту с трона. Согласно Юстину, Аминта не стал наказывать жену из-за общих детей. Возможно, если заговор существовал, македонский царь решил не портить отношения с влиятельной роднёй супруги. Согласно версии историка Н. Хаммонда после этого заговора в изгнание отправили члена царского дома Аргеадов Павсания, который стал одним из претендентов на македонский престол после смерти Аминты III.
Кроме собственных детей у Аминты был приёмный сын — влиятельный во Фракии афинский полководец Ификрат. Впоследствии Эвридика на этом основании просила у Ификрата помощи для своих детей и соответственно его названных братьев. Связь царского дома Аргеадов с Ификратом имела важные последствия для дальнейшей жизни государства. При Аминте, либо при его сыновьях, началась трансформация македонской пехоты по предложенному Ификратом образцу.

## Оценки правления Аминты III
По образному выражению историка Ю. Борзы, «история правления Аминты — это история выживания». Несмотря на продолжительное правление время царствования Аминты III было весьма нестабильным. Период династической борьбы 390-х годов до н. э., который начался после смерти Архелая и завершился приходом к власти Аминты, привёл к ослаблению Македонии. Приход к власти Аминты совпал с усилением иллирийцев, которые один или два раза вторгались на территорию государства. Экспансия Халкидского союза чуть не привела к уничтожению Македонского царства. Соответственно, период правления Аминты пришёлся на несколько иностранных вторжений и временную оккупацию большей части государства.
В условиях, когда македонское войско пришло в жалкое состояние, Аминте III приходилось лавировать между основными силами региона. Выживание государства напрямую зависело от уступок и покорности. На протяжении своего 20-летнего правления ему удалось сохранить государство в прежних границах лишь благодаря вовремя заключённым взаимовыгодным союзам с олинфянами, фессалийцами, Спартой и Афинами.
Под конец своего 24-летнего царствования Аминта III смог восстановить сильную царскую власть и стабильность в Македонии. Ему даже удалось, как минимум формально, восстановить сюзеренитет македонского царя над племенами Верхней Македонии.

### Исследования
- Белох К. Ю. Греческая история: в 2 т. / пер. с нем. М. О. Гершензона; под ред. и со вступ. ст. Ю. И. Семёнова.. — М.: Государственная публичная историческая библиотека России, 2009. — Т. 2: Кончая Аристотелем и завоеванием Азии. — ISBN 978-5-85209-215-1.
- Блаватская Т. В. Западнопонтийские города в VII — I веках до н. э.. — М.: Издательство Академии наук СССР, 1952.
- Борза Ю. История античной Македонии (до Александра Великого) / пер. с англ. М. М. Холода при участии А. Бодрова, О. и В. Иванцовых, 3. Барзах; научная ред. и вступ. статья М. М. Холода; приложения М. М. Холода, Э. Д. Фролова и Ю. Н. Кузьмина. — СПб.: Нестор-История, 2013. — 592 с. — (Историческая библиотека). — ISBN 978-5-44690-015-2.
- Дройзен И. Г. История эллинизма. История Александра Великого. — М.: Академический Проект, 2011. — 623 с. — (Технологии истории). — ISBN 978-5-8291-1304-9.
- Кембриджская история древнего мира / под редакцией Д.-М. Льюиса, Дж. Бордмэна, С. Хорнблоуэра, М. Оствальда. Перевод, научное редактирование, примечания А. В. Зайкова. — М.: Ладомир, 2017. — Т. VI. Четвёртый век до нашей эры. Первый полутом. — 720 с. — ISBN 978-5-86218-545-4.
- Кембриджская история древнего мира / под редакцией Д.-М. Льюиса, Дж. Бордмэна, С. Хорнблоуэра, М. Оствальда. Перевод, научное редактирование, примечания А. В. Зайкова. — М.: Ладомир, 2017. — Т. VI. Четвёртый век до нашей эры. Второй полутом. — 720 с. — ISBN 978-5-86218-542-3.
- Киляшова К. А. Политическая роль женщин при дворе македонских царей династии Аргеадов. Диссертация на соискание учёной степени кандидата исторических наук / Научный руководитель доктор исторических наук, профессор Э. В. Рунг. — Казань: Казанский (Приволжский) федеральный университет, 2018.
- Лурье С. Я. История Греции / Составитель, автор вступительной статьи Э. Д. Фролов. — СПб.: Издательство С.-Петербургского ун-та, 1993. — 658 с. — 800 экз. — ISBN 5-288-00645-8.
- Нефёдкин А. К. Одрисский царь Котис I: литературный образ и биография // Исторический формат. — 2021. — № 4. — С. 175—180.
- Древняя Греция / ответственные редакторы академик В. В. Струве, доктор исторических наук Д. П. Каллистов. — М.: Издательство АН СССР, 1956. — 10 000 экз.
- Уортингтон Йен. Филипп II Македонский. — СПб. — М.: Евразия — ИД Клио, 2014. — 400 с. — ISBN 978-5-91852-053-6.
- Шофман А. С. История античной Македонии. — Казань: Издательство Казанского университета, 1960. — Т. 1: Доэллинистическая Македония. — 300 с. — 700 экз.
- Ellis J. R. Amyntas III, Illyria and Olynthos 393/2—380/79 (англ.) // Μακεδονικά. — 1969. — Vol. 9. — P. 1—8. — doi:10.12681/makedonika.1036.
- Ellis J. R. The Step-Brothers of Philip II (англ.) // Historia: Zeitschrift für Alte Geschichte. — Franz Steiner Verlag, 1973. — Vol. 22, no. 2. — P. 350—354. — JSTOR 4435344.
- Errington R. M.[англ.]. A History of Macedonia (англ.). — Berkeley; Los Angeles; Oxford: University of California Press, 1990. — ISBN 0-520-06319-8.
- Hammond N. G. L., Griffith G. T. A History of Macedonia (англ.). — Oxford: Clarendon Press, 1979. — Vol. II: 550-336 B.C.. — ISBN 0-l9-814814-3.
- Kaerst J.[нем.]. Aeropos 5 // Paulys Realencyclopädie der classischen Altertumswissenschaft :  [нем.] / Georg Wissowa. — Stuttgart : J. B. Metzler’sche Verlagsbuchhandlung, 1893. — Bd. I, Erste Hälfte (II, 1). — Kol. 679.
- Kaerst J.[нем.]. Amyntas 14 // Paulys Realencyclopädie der classischen Altertumswissenschaft :  [нем.] / Georg Wissowa. — Stuttgart : J. B. Metzler’sche Verlagsbuchhandlung, 1893. — Bd. I, Zweite Hälfte (I, 2). — Kol. 2006—2007.
- Lexicon of Argead Macedonia (англ.) / edited by Heckel W., Heinrichs J., Müller S., Pownall F.. — Berlin: Frank&Timme GmbH, 2020. — ISBN 978-3-7329-9601-8.
- March D. A. The Kings of Makedon: 399—369 B.C. (англ.) // Historia: Zeitschrift für Alte Geschichte. — Franz Steiner Verlag, 1995. — Vol. 44, no. 3. — P. 257—282. — JSTOR 4436380.
- Parker V. Sparta, Amyntas, and the Olynthians in 383 B. C.: A comparison of Xenophon and Diodorus (англ.) // Rheinisches Museum für Philologie. Neue Folge. — J. D. Sauerländers Verlag, 2003. — Vol. 146, no. 2. — P. 113—137. — JSTOR 41234555.
- Roisman Joseph, Worthington Ian. Chapter 8. Classical Macedonia to Perdiccas III // A Companion to Ancient Macedonia (англ.). — Wiley, 2010. — P. 145—165. — ISBN 978-1-4443-5163-7. — doi:10.1002/9781444327519.ch8.
- Zahrnt M. Amyntas III: Fall und Aufstieg eines Makedonenkönigs (нем.) // Hermes. — Franz Steiner Verlag, 2006. — Bd. 134, Nr. 2. — S. 127—141. — JSTOR 4477695.